# Cầu diệp hành nhỏ
Cầu diệp hành nhỏ (danh pháp hai phần: Bulbophyllum subebulbum) là một loài phong lan thuộc chi Bulbophyllum.